# Arcabuco
Arcabuco est une municipalité située dans le département de Boyacá, en Colombie.

## Personnalités liées à la municipalité
- Cayetano Sarmiento (1987-) : coureur cycliste né à Arcabuco.